# Warwara Fjodorowna Stepanowa

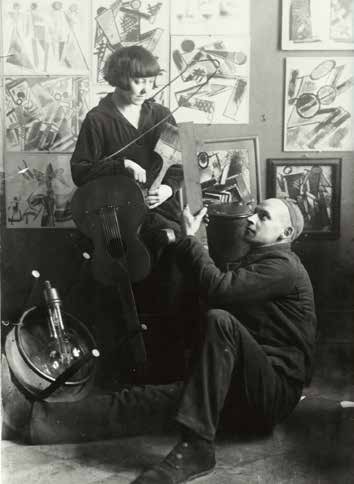
Stepanowa und Rodtschenko in den 1920er Jahren

Warwara Fjodorowna Stepanowa (russisch Варвара Фёдоровна Степанова; wiss. Transliteration Varvara Fëdorovna Stepanova; Pseudonym: Warst; * 23. Oktoberjul. / 4. November 1894greg. in Kaunas; † 20. Mai 1958 in Moskau) war eine sowjetische Malerin, Designerin und Theoretikerin. Ihr Werk ist dem Konstruktivismus zuzuordnen.

## Leben
Warwara Stepanowa stammte aus einer kleinbürgerlichen Familie, ihre Ausbildung erhielt sie von 1910 bis 1911 an der Kasaner Kunstschule. 1912 zog sie nach Moskau. 1913 bis 1914 besuchte sie die Stroganoff-Kunstschule unter Ilja Maschkow und Konstantin Juon.
Bereits an der Kasaner Kunstschule lernte sie 1914 ihren Arbeitskollegen, Gefährten und späteren Ehemann Alexander Rodtschenko kennen. Nachdem Stepanowa 1914 ohne Abschluss nach Moskau zurückgekehrt war, arbeitete sie zunächst als Näherin und Buchhalterin und nahm Unterricht an Michail Leblans Schule. Ab 1916 lebte sie mit Rodtschenko zusammen, ihre gemeinsame Tochter Warwara kam 1925 zur Welt.
In den Jahren vor der Oktoberrevolution gehörte sie in Moskau mit Wassily Kandinsky, Alexandra Exter und Ljubow Popowa zur Russischen Avantgarde. Ab 1918 stand sie in Verbindung zur Abteilung für Bildende Künste (ISO, russisch Изобразительный Отдел) und nahm bis in die 20er Jahre an mehreren Ausstellungen teil. 1920 folgte sie Rodtschenko als Mitglied des INChUK mit der Teilnahme an der Ausstellung „5 × 5 = 25“. Die Erste Russische Kunstausstellung Berlin 1922 zeigte ihre Gemälde Komposition und Figuren sowie 2 Figuren, 4 Kompositionen und 12 Linoleumschnitte.
Zusammen mit Rodtschenko wurde sie eine engagierte Anhängerin der neuen konstruktivistischen Tendenzen. Sie machte Studien über Strukturprobleme anhand von Analysen der Bewegungsabläufe der menschlichen Figur. Diese Bewegungen wurden auf einfache, flache, geometrische Formen reduziert, wodurch eine ganze Reihe von Figuren entstanden, die an Roboter und Marionetten erinnern.

### Designerin
Seit Anfang der 1920er Jahre widmete sich Stepanowa stärker dem Design, dem Entwurf von Stoffen, Theaterkostümen sowie Inszenierungen. 1922 entwarf sie Kostüme und Bühnenset für Meyerholds Stück Tarelkins Tod. Ihre Entwürfe zeichneten sich durch ihr funktionales Modedesign aus.
Sie beschäftigte sich außerdem mit Textildesign und arbeitete zusammen mit Popowa 1923 bis 1924 für die Moskauer Erste Staatliche Textilfabrik. Gemeinsam mit Rodtschenko entwarf Stepanowa funktionale Arbeitskleidung. Von etwa 150 geometrischen Stoffentwürfen gingen etwa 25 in die Produktion.
Stepanowa war ein aktives Mitglied des INCHUK und der Lef-Gruppe. Sie unterrichtete ab 1924 Textilgestaltung an der Wchutemas (Höhere Staatliche Künstlerisch-Technische Werkstätten). Von 1923 bis 1925 arbeitete sie für die Zeitschriften LEF und Nowyi LEF. Ab 1925 konzentrierte sie sich mehr auf die Grafik und gestaltete mit Rodtschenko Plakate, Bücher, Zeitschriften und Schriften. Sie entwickelten einen besonderen Stil im Bereich der Fotomontage mit expressiven, politischen Botschaften. In den 1930er Jahren entwarf sie für die Zeitschrift UdSSR im Aufbau.

## Sonstiges
Anlässlich ihres 124. Geburtstages am 22. Oktober 2020 wurde Stepanowa Mit einem Google Doodle geehrt.

## Ausstellungen (Auswahl)
- 1919: Fünfte und Zehnte Staatsausstellung
- 1921: 5 × 5 = 25
- 1922: Erste Russische Kunstausstellung, Galerie Van Diemen, Berlin
- 1925: Exposition internationale des arts décoratifs et industriels modernes, Paris